# Venturia hadra
Venturia hadra är en stekelart som beskrevs av David B. Wahl 1987. Venturia hadra ingår i släktet Venturia och familjen brokparasitsteklar. Inga underarter finns listade i Catalogue of Life.